# Tricornis oldi
Tricornis oldi is een slakkensoort uit de familie van de Strombidae. De wetenschappelijke naam van de soort is voor het eerst geldig gepubliceerd in 1965 door Emerson.